# Parafia Chrystusa Króla w Osieku
Parafia Chrystusa Króla w Osieku – parafia rzymskokatolicka w Osieku, znajdująca się w dekanacie Lubin Wschód w diecezji legnickiej. Została erygowana w 1985. Mieści się przy ulicy św. Katarzyny 73a. Obsługiwana jest przez księży salezjanów.
Do parafii należą 3 kościoły: parafialny w Osieku oraz 2 filialne: w Pieszkowie pw. Matki Bożej Częstochowskiej i w Kłopotowie kaplica mszalna pw. św. Dominika Savio.

## Proboszczowie
- 1985–1987 : ks. Kazimierz Kunicki SDB
- 1987–1995 : ks. Józef Jamróz SDB
- 1995–2004 : ks. Daniel Wójcik SDB
- 2004–2012 : ks. Zbigniew Klisowski SDB
- 2012-2021 : ks. Wojciech Skowron SDB
- od 2021 : ks. Jerzy Bachor SDB[1]